# 高橋義生
高橋 義生（たかはし よしき、1969年3月13日 - ）は、日本の男性総合格闘家、プロレスラー。千葉県市川市出身。

## 来歴
1984年4月、八千代松陰高校入学、レスリング部に入部。2年後輩に藤田和之がいる。第41回国民体育大会 少年フリースタイル81kg級優勝の実績を残した。1987年4月、スポーツ推薦で日本大学経済学部経済学科に入学、国際大会で入賞 し、保健体育審議会レスリング部主将も務めた。
1991年3月に日本大学経済学部経済学科を卒業すると、プロフェッショナルレスリング藤原組に入団、リングネームを高橋 義生とした。

### プロフェッショナルレスリング藤原組
1992年2月24日、後楽園ホールでバート・ベイルと対戦し、11分22秒KO負け。
1992年8月15日、徳島市民体育館でウェイン・シャムロックと対戦し、9分10秒スリーパーホールドで一本負け。
1992年10月4日、東京ドームでムエタイ選手スパマン・オー・ソットサバーと異種格闘技戦を行い、1R腕ひしぎ首固めで一本勝ち。

### パンクラス
1993年9月21日、パンクラス旗揚げ戦でジョージ・ワイングロフと対戦し、KO勝ち。
1993年10月14日、ウェイン・シャムロックと対戦し、ヒールホールドで一本負け。
1993年12月8日、船木誠勝と対戦し、TKO負け。
1994年1月30日、カラテ・ジャパン・オープンの第3回トーワ杯カラテトーナメント選手権大会に出場、グローブ空手ルールで村上竜司相手に他流試合を挑むが敗北し、ベスト16に終わる。
1994年5月31日、バス・ルッテンと対戦し、TKO負け。
1996年4月7日、ランキングトーナメント1回戦でヴァーノン・"タイガー"・ホワイトと対戦、判定負け。
1997年2月7日、UFC初出場となったUFC 12のライト級（-91kg）トーナメントでヴァリッジ・イズマイウと対戦し、判定勝ち。UFCにおける日本人初勝利となった。
1997年3月22日、セーム・シュルトと対戦、TKO負け。
1997年9月、リングスとのトラブルが勃発、リング上で「俺が前田日明を殺す」とアピール。リングスや全日本キックボクシング連盟でのマッチメイクがプランされたが、鈴木みのるとの対戦を要望する前田サイドと調整がつかずに消滅。
1997年11月16日、近藤有己と対戦、肩固めで一本負け。
1998年9月14日、鈴木みのると対戦、TKO勝ち。
2000年4月30日、無差別級キング・オブ・パンクラス タイトルマッチで王者のセーム・シュルトに挑戦し、TKO負けを喫し王座獲得に失敗した。
2000年12月4日、菊田早苗と対戦、肩固めで一本負け。
2001年9月30日、パンクラス初代ヘビー級（-100kg）王者決定トーナメント1回戦で高田浩也と対戦し、フロントチョークで一本勝ち。準決勝ではマルセロ・タイガーと対戦、サミングにより反則勝ち。12月1日、ヘビー級王者決定トーナメント決勝で藤井克久と対戦し、KO勝ち収め王座獲得に成功した。
2003年7月27日、ヘビー級キング・オブ・パンクラス・タイトルマッチで挑戦者の小澤強と再戦し、1R終了時TKO勝ちを収め王座の初防衛に成功した。
2003年10月13日、新日本プロレスの東京ドーム大会でキング・オブ・パンクラス無差別級王者のジョシュ・バーネットに挑戦し、三角絞めで一本負けを喫し王座獲得に失敗した。

### PRIDE
2004年4月25日、PRIDE初出場となったPRIDE GRANDPRIX 2004 開幕戦のヘビー級グランプリ1回戦でヒース・ヒーリングと対戦し、KO負け。
2005年2月20日、PRIDE.29でイゴール・ボブチャンチンと対戦し、KO負け。
2006年7月1日、PRIDE 無差別級グランプリ 2006 2nd ROUNDでビクトー・ベウフォートと対戦し、KO負け。
2007年3月12日、HERO'Sに初出場。メルヴィン・マヌーフと対戦し、TKO負け。
2007年12月20日、IGFの第3弾興行『GENOME 2』に人喰い義生のリングネームで参戦。小原道由と対戦し、TKO勝ち。

### 戦極・SRC
2008年6月8日、戦極初出場となった戦極 〜第三陣〜でファビオ・シウバと対戦し、右膝蹴りでKO負け。8月24日、戦極 〜第四陣〜でヴァレンタイン・オーフレイムと対戦し、右跳び膝蹴りでKO負けを喫した。
2010年7月、SRC本部道場のヘッドコーチに就任。
2010年10月30日、SRC15でイ・チャンソブと対戦し、袈裟固めの体勢からのアームロック（戦極の公式記録はアームバー）で一本勝ち。2005年10月以来5年ぶりの白星となった。また、この試合よりリングネームを高橋義生に戻した。
2013年9月29日、引退試合となったPANCRASE 252で川村亮と対戦し、パウンドでTKO負けを喫した。
2017年7月16日、ハードヒットルールで高橋“人喰い“義生のリングネームで復帰戦。引退試合の相手を務めた川村亮改めロッキー川村と対戦、敗北した

## 人物・エピソード
- 漫画「高校鉄拳伝タフ」の登場人物「高石義生」（別名：人食い義生）のモデルとなっている。
- 2014年『INOKI BOM-BA-YE 2014』で山本勇気戦後、自身への挑発を繰り返した青木真也に抗議をした山本をたしなめリングから下した。

## 戦績
| 総合格闘技 戦績 | 総合格闘技 戦績 | 総合格闘技 戦績 | 総合格闘技 戦績 | 総合格闘技 戦績 | 総合格闘技 戦績 | 総合格闘技 戦績 |
| --------------- | --------------- | --------------- | --------------- | --------------- | --------------- | --------------- |
| 62 試合         | (T)KO           | 一本            | 判定            | その他          | 引き分け        | 無効試合        |
| 30 勝           | 9               | 11              | 9               | 1               | 3               | 1               |
| 28 敗           | 18              | 7               | 3               | 0               | 3               | 1               |

| 勝敗 | 対戦相手                         | 試合結果                           | 大会名                                                                            | 開催年月日     |
| ×    | ドゥスコ トドロビッチ            | 1R 1:41 TKO（パウンド）            | THE OUTSIDER 第51戦 ～10周年記念 Road to Las Vegas～                              | 2018年7月21日  |
| ×    | 川村亮                           | 1R 1:43 TKO（パウンド）            | PANCRASE 252                                                                      | 2013年9月29日  |
| ○    | 山本喧一                         | 6:29 KO（膝蹴り→掌打）             | U-SPIRITS again                                                                   | 2013年3月9日   |
| ×    | 桜木裕司                         | 1R 4:59 KO（左フック）             | PANCRASE 2012 PROGRESS TOUR                                                       | 2012年8月5日   |
| ○    | イ・チャンソブ                   | 1R 2:28 アームバー                 | SRC15                                                                             | 2010年10月30日 |
| ×    | アントニー・レア                 | 1R TKO（パンチ連打）               | Fury 1: Clash of the Titans                                                       | 2010年5月21日  |
| ×    | ヴァレンタイン・オーフレイム     | 1R 2:42 KO（右跳び膝蹴り）         | 戦極 〜第四陣〜                                                                   | 2008年8月24日  |
| ×    | ファビオ・シウバ                 | 2R 0:24 KO（右膝蹴り）             | 戦極 〜第三陣〜                                                                   | 2008年6月8日   |
| ×    | マイク・バーチ                   | 1R 3:45 KO（膝蹴り）               | BodogFight: Alvarez vs. Lee                                                       | 2007年7月14日  |
| ×    | メルヴィン・マヌーフ             | 1R 2:36 TKO（右フック→パウンド）   | HERO'S 2007 開幕戦 〜名古屋初上陸〜                                               | 2007年3月12日  |
| －   | マイク・バーチ                   | 1R 1:05 ノーコンテスト（サミング） | BodogFight: Costa Rica Combat                                                     | 2007年2月18日  |
| ×    | ビクトー・ベウフォート           | 1R 0:36 KO（左フック）             | PRIDE 無差別級グランプリ 2006 2nd ROUND                                           | 2006年7月1日   |
| ○    | ケステゥシャス・アルボーシャス   | 5分3R終了 判定2-0                  | PANCRASE 2005 SPIRAL TOUR                                                         | 2005年10月2日  |
| ○    | 桜木裕司                         | 2R 3:01 アームバー                 | PANCRASE 2005 SPIRAL TOUR                                                         | 2005年7月10日  |
| ×    | イゴール・ボブチャンチン         | 1R 1:10 KO（右フック）             | PRIDE.29 SURVIVAL                                                                 | 2005年2月20日  |
| ×    | ヒース・ヒーリング               | 1R 4:53 KO（パウンド）             | PRIDE GRANDPRIX 2004 開幕戦 【ヘビー級グランプリ 1回戦】                          | 2004年4月25日  |
| ×    | ジョシュ・バーネット             | 2R 2:52 三角絞め                   | 新日本プロレス ULTIMATE CRUSH 【無差別級キング・オブ・パンクラス タイトルマッチ】 | 2003年10月13日 |
| ○    | 小澤強                           | 1R終了時 TKO（ドクターストップ）   | PANCRASE 2003 HYBRID TOUR 【ヘビー級キング・オブ・パンクラス タイトルマッチ】     | 2003年7月27日  |
| ×    | 小澤強                           | 5分2R終了 判定0-3                  | PANCRASE 2002 SPIRIT TOUR                                                         | 2002年12月21日 |
| ○    | 多田尾秀樹                       | 5分3R終了 判定2-0                  | PANCRASE 2002 SPIRIT TOUR                                                         | 2002年8月25日  |
| ○    | 藤井克久                         | 1R 1:12 KO（パンチ）               | PANCRASE 2001 PROOF TOUR 【ヘビー級王者決定トーナメント 決勝】                    | 2001年12月1日  |
| ○    | マルセロ・タイガー               | 1R 3:20 反則（サミング）           | PANCRASE 2001 PROOF TOUR 【ヘビー級王者決定トーナメント 準決勝】                  | 2001年9月30日  |
| ○    | 高田浩也                         | 2R 0:22 フロントチョーク           | PANCRASE 2001 PROOF TOUR 【ヘビー級王者決定トーナメント 1回戦】                   | 2001年9月30日  |
| ○    | 稲垣克臣                         | 1R 1:38 肩固め                     | PANCRASE 2001 PROOF TOUR                                                          | 2001年8月25日  |
| ○    | デビット・フレンディン           | 1R 0:26 KO（パンチ）               | PANCRASE 2001 PROOF TOUR                                                          | 2001年6月26日  |
| ○    | 佐藤光芳                         | 5分3R終了 判定3-0                  | PANCRASE 2001 PROOF TOUR                                                          | 2001年2月4日   |
| ×    | 菊田早苗                         | 1R 7:22 肩固め                     | PANCRASE 2000 TRANS TOUR                                                          | 2000年12月4日  |
| ○    | 矢野倍達                         | 10分1R終了 判定3-0                 | PANCRASE 2000 TRANS TOUR                                                          | 2000年8月27日  |
| ×    | セーム・シュルト                 | 1R 7:30 TKO（膝蹴り）              | PANCRASE 2000 TRANS TOUR 【無差別級キング・オブ・パンクラス タイトルマッチ】      | 2000年4月30日  |
| ○    | ジョン・クロンク                 | 1R 7:59 ギブアップ（頭突き）       | PANCRASE 1999 BREAKTHROUGH TOUR                                                   | 1999年12月18日 |
| ○    | 渋谷修身                         | 6:08 フロントチョーク              | PANCRASE 1999 BREAKTHROUGH TOUR                                                   | 1999年9月18日  |
| △    | ジョン・ローバー                 | 10分+延長3分終了 判定0-0           | PANCRASE 1999 BREAKTHROUGH TOUR                                                   | 1999年6月11日  |
| ○    | オマー・ブイシェ                 | 8:47 腕ひしぎ十字固め              | PANCRASE 1999 BREAKTHROUGH TOUR                                                   | 1999年4月18日  |
| ○    | 鈴木みのる                       | 8:06 TKO（掌打）                   | PANCRASE 1998 ADVANCE TOUR                                                        | 1998年9月14日  |
| △    | 稲垣克臣                         | 10分+延長3分終了 判定0-0           | PANCRASE 1998 ADVANCE TOUR                                                        | 1998年6月21日  |
| ×    | セーム・シュルト                 | 5:44 TKO                           | PANCRASE 1998 ADVANCE TOUR                                                        | 1998年5月12日  |
| ○    | リオン・ダイク                   | 10分+延長3分終了 判定3-0           | PANCRASE 1998 ADVANCE TOUR                                                        | 1998年3月18日  |
| ×    | 渋谷修身                         | 9:35 膝十字固め                    | PANCRASE 1998 ADVANCE TOUR                                                        | 1998年2月6日   |
| ×    | 近藤有己                         | 7:27 肩固め                        | PANCRASE 1997 ALIVE TOUR                                                          | 1997年11月16日 |
| ○    | 金宗王                           | 1:06 KO（左膝蹴り）                | PANCRASE 1997 ALIVE TOUR                                                          | 1997年10月29日 |
| ×    | ジェイソン・ゴドシー             | 延長 1:20 チョークスリーパー       | PANCRASE 1997 ALIVE TOUR                                                          | 1997年9月6日   |
| ×    | ジェイソン・デルーシア           | 5:13 腕ひしぎ十字固め              | PANCRASE 1997 ALIVE TOUR                                                          | 1997年5月24日  |
| ○    | 長谷川悟史                       | 6:20 TKO                           | PANCRASE 1997 ALIVE TOUR                                                          | 1997年4月27日  |
| ×    | セーム・シュルト                 | 7:00 TKO（掌打）                   | PANCRASE 1997 ALIVE TOUR                                                          | 1997年3月22日  |
| ○    | ヴァリッジ・イズマイウ           | 15分1R終了 判定3-0                 | UFC 12: Judgement Day 【ライト級トーナメント 1回戦】                              | 1997年2月7日   |
| ○    | 山宮恵一郎                       | 7:12 フロントチョーク              | PANCRASE TOUR 1996 TRUTH                                                          | 1996年11月9日  |
| ×    | ヴァーノン・"タイガー"・ホワイト | 19:43 TKO（ハイキック）            | PANCRASE TOUR 1996 TRUTH                                                          | 1996年9月7日   |
| ○    | 柳澤龍志                         | 15分終了 判定                      | PANCRASE TOUR 1996 TRUTH                                                          | 1996年7月22日  |
| △    | 山田学                           | 10分終了 判定1-1                   | PANCRASE TOUR 1996 TRUTH                                                          | 1996年6月25日  |
| ○    | 伊藤崇文                         | 10分終了 判定3-0                   | PANCRASE TOUR 1996 TRUTH                                                          | 1996年5月16日  |
| ×    | ヴァーノン・"タイガー"・ホワイト | 10分終了 判定                      | PANCRASE TOUR 1996 TRUTH 【ランキングトーナメント 1回戦】                         | 1996年4月7日   |
| ×    | ジェイソン・デルーシア           | 3:37 KO（ミドルキック）            | PANCRASE TOUR 1996 TRUTH                                                          | 1996年3月2日   |
| ×    | ウェイン・シャムロック           | 20分終了 判定                      | PANCRASE TOUR 1996 TRUTH                                                          | 1996年1月28日  |
| ○    | スコット・ビーザック             | 2:26 KO（掌打）                    | パンクラス 1995 EYES OF BEAST                                                     | 1995年11月4日  |
| ○    | 渋谷修身                         | 5:12 肩固め                        | パンクラス 1995 EYES OF BEAST                                                     | 1995年9月1日   |
| ×    | バス・ルッテン                   | 1:37 TKO                           | パンクラス 1994 ROAD TO THE CHAMPIONSHIP                                          | 1994年5月31日  |
| ○    | アンドレ・フォン・デ・ウットラー | 30分終了 判定                      | パンクラス 1994 PANCRASH!                                                         | 1994年4月21日  |
| ○    | 稲垣克臣                         | 5:41 チョークスリーパー            | パンクラス 1994 PANCRASH!                                                         | 1994年1月19日  |
| ×    | 船木誠勝                         | 3:09 TKO（膝蹴り）                 | パンクラス 1993 YES, WE ARE HYBRID WRESTLERS                                      | 1993年12月8日  |
| ○    | ジェームス・マシューズ           | 1:11 腕ひしぎ十字固め              | パンクラス 1993 YES, WE ARE HYBRID WRESTLERS                                      | 1993年11月8日  |
| ×    | ウェイン・シャムロック           | 12:23 ヒールホールド               | パンクラス 1993 YES, WE ARE HYBRID WRESTLERS                                      | 1993年10月14日 |
| ○    | ジョージ・ワイングロフ           | 1:23 KO（ローキック）              | パンクラス 1993 YES, WE ARE HYBRID WRESTLERS                                      | 1993年9月21日  |

## 獲得タイトル
- ヘビー級キング・オブ・パンクラシスト（初代）